# Nowokolno
Nowokolno est une localité polonaise de la voïvodie de Podlachie et du powiat de Sokółka.

## Géographie

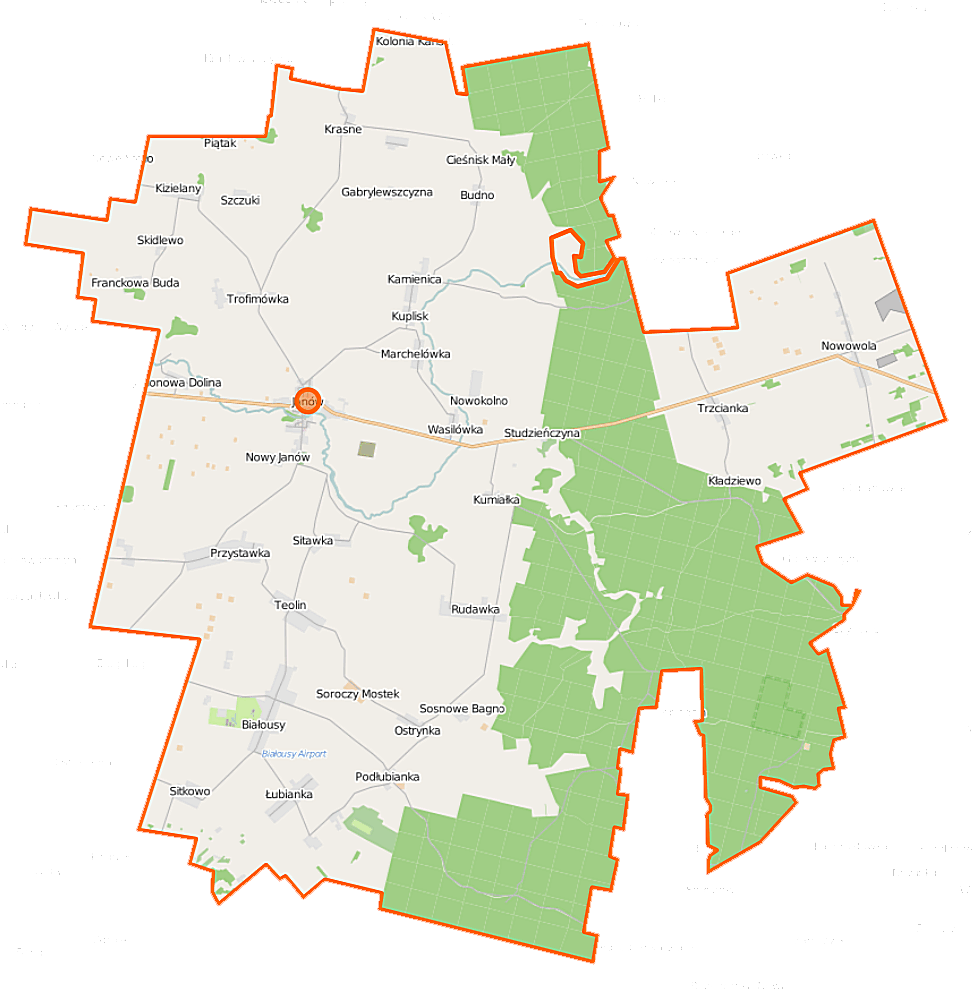
Carte de la gmina de Janów.